# Taude
Die Taude ist ein Fluss in Frankreich, der in der Region Pays de la Loire verläuft. Sie entspringt an der Gemeindegrenze von Gennes-Longuefuye und Grez-en-Bouère, entwässert generell in südöstlicher Richtung entlang der Bahnstrecke Sablé–Montoir-de-Bretagne und mündet nach rund 22 Kilometern im Gemeindegebiet von Souvigné-sur-Sarthe als rechter Nebenfluss in die Sarthe.
Auf ihrem Weg durchquert die Taude die Départements Mayenne und Sarthe.

## Orte am Fluss
(Reihenfolge in Fließrichtung)
- Grez-en-Bouère
- Le Poteau, Gemeinde Bouère
- Saint-Brice
- Souvigné-sur-Sarthe